# Fortezza di Guia
La fortezza di Nostra Signora di Guia (in portoghese: Fortaleza de Nossa Senhora da Guia), o più comunemente conosciuta come Fortaleza de Guia, si trova sulla collina di Guia che domina la città di Macao. La struttura è un monumento storico demilitarizzato incluso nel centro storico di Macao, inserito nella lista patrimonio dell'umanità dall'UNESCO.

## Storia
Conclusa nel 1622, la fortezza di Guia ebbe parte attiva (insieme alla Fortaleza do Monte) nella difesa della città durante l'invasione olandese (unico conflitto che coinvolse la fortezza) dello stesso anno. Nel 1638, a causa dei timori dell'amministrazione portoghese, la fortezza fu ampliata in modo da aumentarne le capacità difensive.
Nel settembre del 1808 fu occupata dalle truppe della forza di spedizione al comando del retroammiraglio William O'Bryen Drury, comandante in capo della forza navale britannica nelle acque asiatiche, con il pretesto di difendere la colonia portoghese contro la possibile avanzata delle truppe napoleoniche. Il contingente inglese fu fatto sgomberare da Macao, verso la fine dello stesso anno, per via dell'assembramento di circa 80.000 uomini dell'esercito dell'esercito cinese alle porte della città.

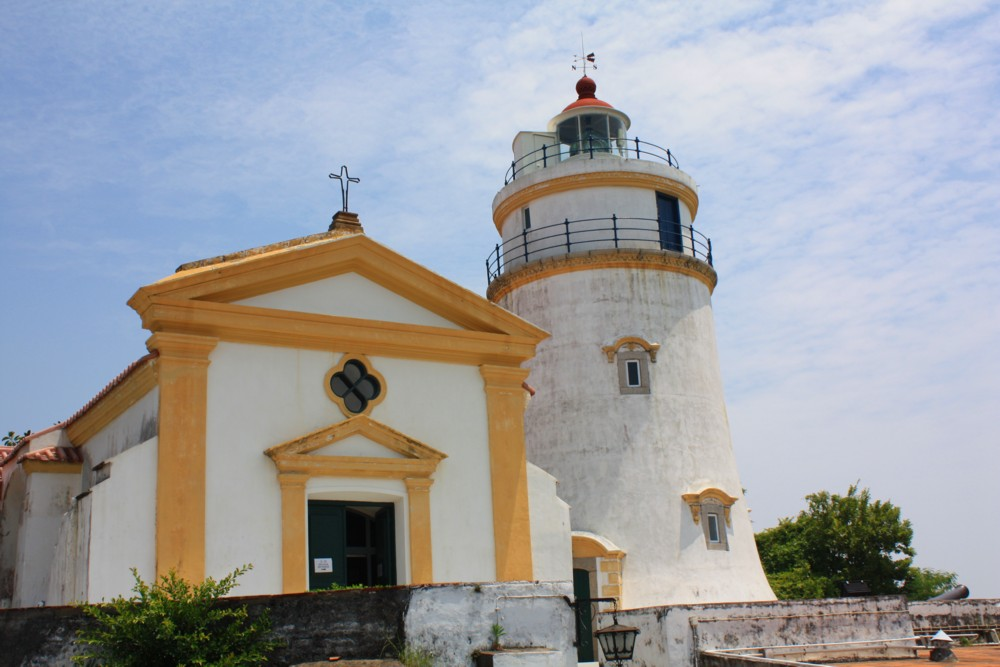
La cappella e il faro della fortezza.

Nel 1865 fu aggiunto alla struttura un faro, posto adiacente alla cappella di Nostra Signora di Guia, fornì la localizzazione esatta della città, in quanto le sue coordinate geografiche divennero il punto georeferenziazione di Macao, nonché primo faro ad essere costruito in Estremo Oriente.
Fino all'uscita della guarnigione militare portoghese da Macao, avvenuta nel 1975, l'installazione militare era considerata area militare, quindi ad accesso ristretto. Solo due volte all'anno, il 5 di agosto (giorno dedicato al ricordo liturgico della Dedicazione della Basilica di Santa Maria Maggiore a Roma) e il giorno dedicato al culto degli antenati, era permessa l'entrata dei fedeli nella sua cappella, sotto l'invocazione della Signora di Guia. Sempre nel 1975 tutti gli edifici della fortezza, inclusi i tunnel sotterranei, furono aperti al pubblico e trasformati in attrazione turistica.

## Caratteristiche
La struttura presenta una forma trapezoidale, a 90 metri sul livello del mare, con una superficie di 800 metri quadri. Al suo interno si possono trovare le dipendenze di servizio come la polveriera, la torre di guardia e la cisterna.
Nella fortezza, vicino al faro e alla Cappella, esiste una rete di tunnel sotterranei che, durante il periodo della Seconda Guerra Mondiale, servivano a proteggere la guarnigione dagli attacchi aerei. Queste strutture, di cui la più lunga misura 456 metri mentre la più corta solo 46, servivano anche da installazioni militari vere e proprie, fornite di generatori elettrici, sale di riposo e depositi di combustibili e generi alimentari.

## Minaccia
Nel 2015 il partito New Macao Association inviò un reclamo all'UNESCO in cui si denunciava il fallimento della preservazione dell'eredità culturale di Macao dalle minacce derivate dai progetti di sviluppo urbano. Uno degli esempi citati nel reclamo includeva la fortezza di Guia, la quale si vedeva oscurare la visuale sulla città dalla costruzione della Sede Centrale di governo della città di Macao, edificata ai piedi della collina di Guia.